# 3917 Franz Schubert
3917 Franz Schubert eller 1961 HU är en asteroid i huvudbältet som upptäcktes den 15 februari 1961 av den tyske astronomen Freimut Börngen vid Tautenburg-observatoriet. Den har fått sitt namn efter den österrikiske kompositören Franz Schubert.
Asteroiden har en diameter på ungefär 5 kilometer.